# Chrome (Mario-Pavone-Album)
Chrome ist ein Jazzalbum von Mario Pavone. Die am 3. Juni 2016 in den Firehouse 12 Studios, New Haven, Connecticut, entstandenen Aufnahmen erschienen 2017 auf dem Label Playscape Recordings.

## Hintergrund
Chrome war – nach Blue Dialect (2015) – das zweite Album des Mario Pavone Dialect Trio, mit Matt Mitchell (Piano), Mario Pavone (Bass) und Tyshawn Sorey am Schlagzeug. 2019 folgte noch ein drittes Album der Formation, Philosophy, das gleichzeitig das letzte Album war, das der Bassist veröffentlichte; Mario Pavone starb im Mai 2021 im Alter von 80 Jahren.

## Titelliste
- Mario Pavone Dialect Trio: Chrome (Playscape Recordings – PSR#060316)[2]

1. Cobalt 5:03
2. Glass 10 5:01
3. Ellipse 3:09
4. Ancestors 8:12
5. Beige 6:56
6. The Lizards (For Jim Jarmusch) 6:38
7. Conic 5:06
8. Bley (Mitchell, Pavone, Sorey) 2:56
9. Chrome 4:27

1  Continuing 4:02
Sofern nicht anders angegeben, stammen alle Kompositionen von Mario Pavone.

## Rezeption
Dan Bilawsky schrieb in JazzTimes, der Bassist Mario Pavone grabe seit einem halben Jahrhundert in die Tiefe und bewege sich an den äußeren Grenzen des Genres, sowohl als flexibles Rückgrat und kommunikativer Partner in Bands um Paul Bley, Bill Dixon und Thomas Chapin als auch als Bandleader mit weitreichenden eigenen Vorstellungen. Die Jazz-Avantgarde liege ihm am Herzen, aber seine musikalische Sprache lehne sich nicht unbedingt nur nach links. Tatsächlich sei sie geradezu direkt und pointiert in der Präsentation. Zumindest sei das der Fall, wenn sein Dialect Trio zur Sache gehe. Diese besondere Formation spiele robust und flexibel; es ist, so Bilawsky, eine Gruppe, die mit der Zeit immer besser geworden sei. Mit dem Bass des Anführers als Katalysator, der die Punkte verbinde, erweise sich Chrome als äußerst faszinierend.
Bill Milkowski schrieb im Down Beat über ein Konzert des Dialect Trios im Mai 2018 im Veranstaltungsort Firehouse 12 (in dem kurze Zeit davor auch das Album entstanden war), Bandleader Pavone verankere dieses Trio mit einem großartigen, holzigen Ton und entschlossenem Auftreten. Seine Linien seien prägnant und klar, und seine Spiel hinter Mitchells Klaviersoli kraftvoll und unerschütterlich; so bilde er einen Anker für dieses unheimlich interaktive Trio. Pavones Kompositionsstil bestehe aus komplizierten Head-Arrangements, die im Allgemeinen von Bass und Klavier (wie bei „Beige“ und „Conic“) gemeinsam gespielt werden, bevor sie sich expansiven Improvisationen öffnen und sich schließlich wieder dem streng arrangierten Material zuwenden würden. Mitchell, ein intensiv forschender Pianist und neben anderen hochmodernen Ensembles auch Mitglied von Tim Bernes Snakeoil, sei eine perfekte Ergänzung zu Pavone. Mit zwei Alben und mehreren Gigs im Gepäck, verfeinere dieses potente Trio immer wieder seine telepathischen Eigenschaften, resümierte Milkowski, während es von Auftritt zu Auftritt kollektiv die Grenzen verschiebe.